# Salvia baldshuanica
Salvia baldshuanica là một loài thực vật có hoa trong họ Hoa môi. Loài này được Lipsky miêu tả khoa học đầu tiên năm 1900.